# Kerhartice (Ústí nad Orlicí)
Kerhartice (německy Gersdorf an der Adler) jsou vesnice a část města Ústí nad Orlicí v Pardubickém kraji. Nachází se na západním okraji města, v údolí řeky Tichá Orlice a v blízkosti ústecké železniční stanice.

## Historie
Kerhartice se skládají z Kerhartic a Gerhartic. První písemná zmínka o Gerharticích pochází z roku 1292 v darovací listině krále Václava II. zbraslavskému klášteru ze dne 10. srpna 1292. První zmínka o Kerharticích pochází 1506 na tržní listině Jana Kostky z Postupic. Sloučení vsí Kerhartice (ves brandýského panství) a Gerhartice (ves lanšperského panství) proběhlo roku 1848, kde po dohodě občanů obou vsí byl ustaven úřední název sjednocené obce – Kerhartice.
Roku 1866 byla ústeckým obchodníkem Františkem Benešem založena v Kerharticích továrna na výrobu textilu (valcha), kde textilní stroje tehdy byly poháněny jenom vodním kolem (dnes UOtex). Roku 1873 bylo otevřeno na tehdejším katastrálním území Kerhartic vlakové nádraží – tranzito. Obecní úřad v Kerharticích se tehdy obrátil na rakouské vedení drah o zřízení názvu nádraží Kerhartice, což bylo zamítnuto (v roce 1925 rozhodl zemský soud o vyčlenění zmíněného nádraží z kerhartického katastru a včleněno do katastru Ústí nad Orlicí).
Roku 1902 byla otevřena místní obecní škola. V roce 1906 se konala na zahradě místní školy stromková slavnost, kde byly zasazeny dvě lípy. V roce 1907 byl otevřen v objektu hostince tehdejšího starosty pana Kutiny c. k. poštovní úřad. Nad obcí se nachází kapli z roku 1911, která byla vysvěcena byla až v roce 1912. Z roku 1921 pochází místní památník národního osvobození (v sousedství místního hřbitova). Roku 1924 byla postavena sokolovna. V roce 1925 bylo v sokolovně zřízeno Bio kino, kde se již promítaly ozvučené filmy, které navštěvovali diváci až z Trutnova a Náchoda. V roce 1928 byla k objektu sokolovny přistavěna restaurace. Zřízení kina a restaurace sloužilo Sokolu k úhradě dluhu na stavbu sokolovny. V roce 1925 byli v zahradě u sokolovny vysázeny lípy. V roce 1929 byl povolen nový název Kerhartice nad Orlicí. Roku 1942 byly Kerhartice poprvé sloučeny německými úřady s městem Ústím nad Orlicí. V květnu roku 1945 se Kerhartice opět osamostatnily, což trvalo až do 31. prosince 1948, kdy opět nedobrovolně byly sloučeny s městem Ústí nad Orlicí s úředním názvem Ústí nad Orlicí – Kerhartice (byl zrušen přídavek nad Orlicí).
Do Kerhartic dne 12. června 1963 ve 13.58 dopadl malý meteorit. Vážil 1260 gramů a měřil 121 × 90 × 74 milimetrů. Při dopadu vyhloubil čtyřicet centimetrů hluboký kráter. Později byl převezen do Národního muzea v Praze.
Roku 1996 byl do obce zaveden plynovod. Dne 7. července roku 1997 postihla obec povodeň a v některých místech v této městské části dosáhla hladina vody až asi 170 centimetrů. V této městské části byla v roce 1993 založena Osvětová beseda Havlíček, jež v roce 2001 byla přeregistrována jako Občanské sdružení Havlíček, které pořádá různé kulturní akce pro dospělé a mládež.

## Obyvatelstvo
| Rok            | 1869 | 1880 | 1890 | 1900 | 1910  | 1921  | 1930  | 1950  | 1961  | 1970  | 1980  | 1991 | 2001 | 2011 | 2021 |
| -------------- | ---- | ---- | ---- | ---- | ----- | ----- | ----- | ----- | ----- | ----- | ----- | ---- | ---- | ---- | ---- |
| Počet obyvatel | 381  | 397  | 564  | 870  | 1 156 | 1 161 | 1 368 | 1 124 | 1 294 | 1 222 | 1 042 | 903  | 970  | 921  | 888  |
| Počet domů     | 49   | 51   | 56   | 72   | 95    | 111   | 140   | 180   | 180   | 182   | 184   | 191  | 199  | 203  | 203  |

## Sport
V obci působí Sokol. Hraje se zde volejbal a fotbal. Od roku 2008 prochází Kerharticemi cyklostezka Ústí nad Orlicí - Choceň. V Kerharticích se koná také cykloakce Novohradská sedmdesátka.
Koncem srpna 2011 byla zahájena výstavba multifunkčního hřiště.

## Pamětihodnosti
- Nad obcí se vypíná Andrlův chlum s rozhlednou a chatou Hvězdou.
- Za Kerharticemi, v místě zvaném Na Herzánkách, stála ve středověku tvrz, která byla obehnána vodním valem, jež byl napájen vodou původního toku Tiché Orlice a na druhém konci vytékala zpět do řeky. Ve čtyřicátých letech opodál místa tvrze vykopali na poli místní občané Jindřich Nygrin a Julius Vrbický hliněné výrobky datované do 15. století. Do sametové revoluce bylo toto místo skládkou odpadu československé i sovětské posádky, a poté následně došlo k likvidaci skládky. O této tvrzi není nikde žádný údaj v historických pramenech. Po upozornění ze strany místních navštívil toto místo archeolog Vich, jenže zde potvrdil nálezy vodních valů, které jsou zaneseny i na staré katastrální mapě, kde je zakreslen zaniklý (zasypaný) přívod vody z řeky přes současný pozemek.
- V počátku padesátých let dvacátého století při pokládání drenážních trubek na poli jeho vlastníkem Juliem Vrbickým bylo nalezeno neolitické kamenné drtidlo, které je uložené v Regionálním muzeu ve Vysokém Mýtě.

## Osobnosti
- Alfréd Piffl, architekt
- Augustin Weiss, učitel na zdejší škole v letech 1907–1912. Přívrženec létání, na podzim roku 1908 začal se stavbou dřevěného kluzáku v sálu hostince u Kutinů. Práce dokončil za jeden rok ve stodole pana Jeništy v čp. 19 a ve stejném roce byl letoun podroben na stráni nad Kerharticemi zkušebnímu letu, který se nezdařil pro větší tělesnou hmotnost pilota. Druhý den usedl za řídicí páku jeden z žáku místní školy, který svojí vinou havaroval do křoví a potahy letounu byly potrhány. Letoun byl následně opraven a připraven k letu na leteckou slavnost v Ústí nad Orlicí, kde byl do vzduchu vytažen lanem a vzápětí se zřítil.

## Galerie

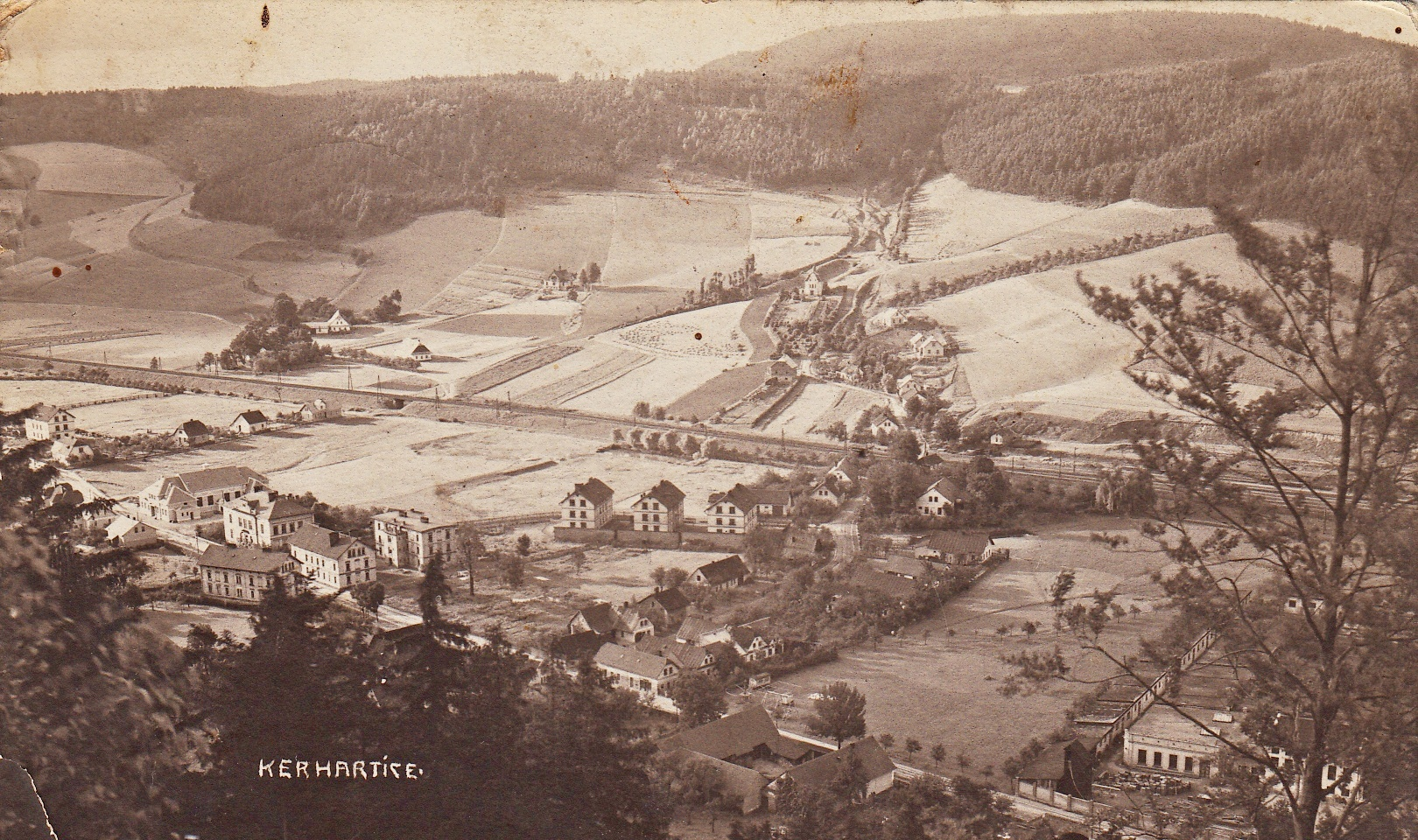
Kerhartice ve dvacátých létech 20. století
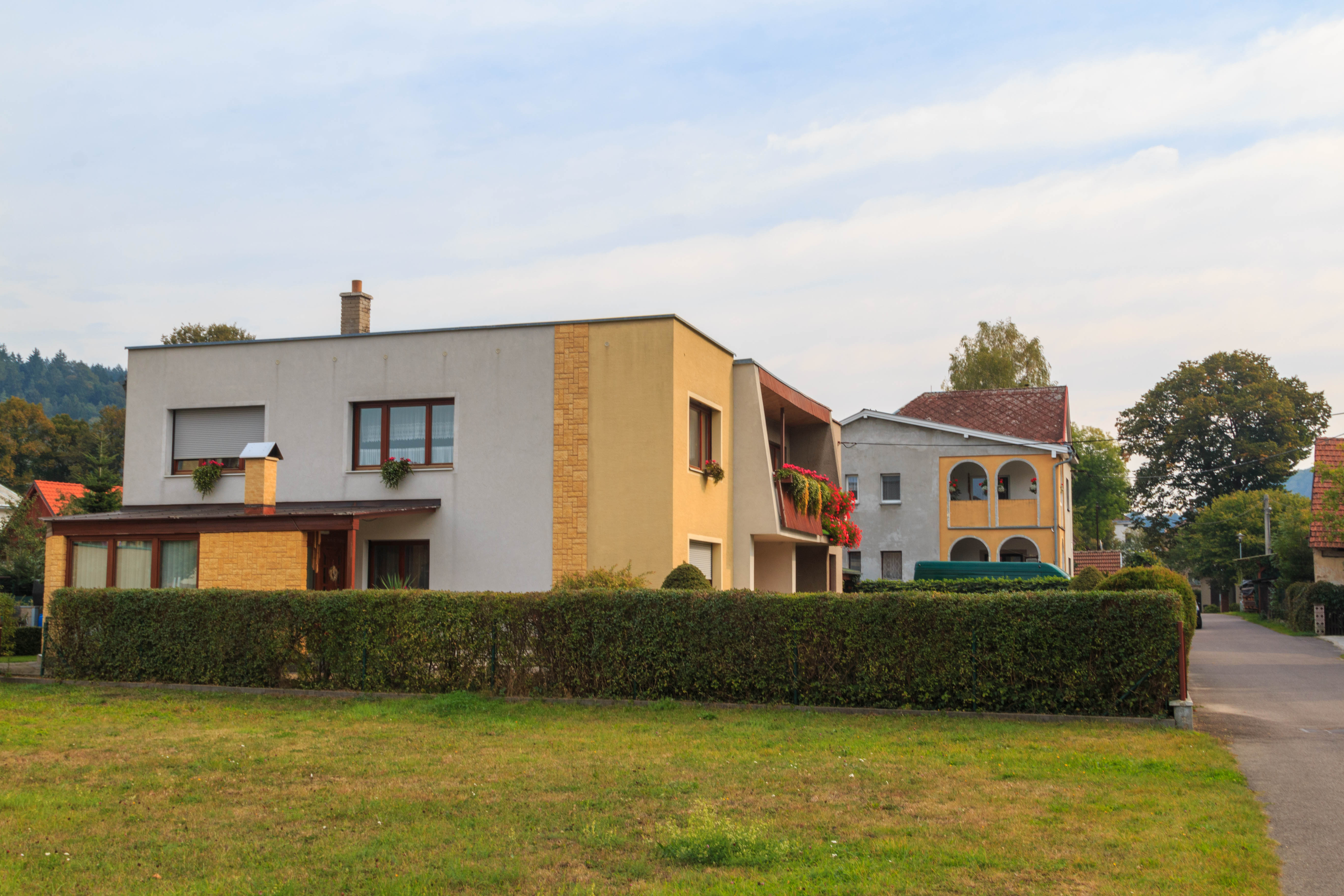
dům čp. 194
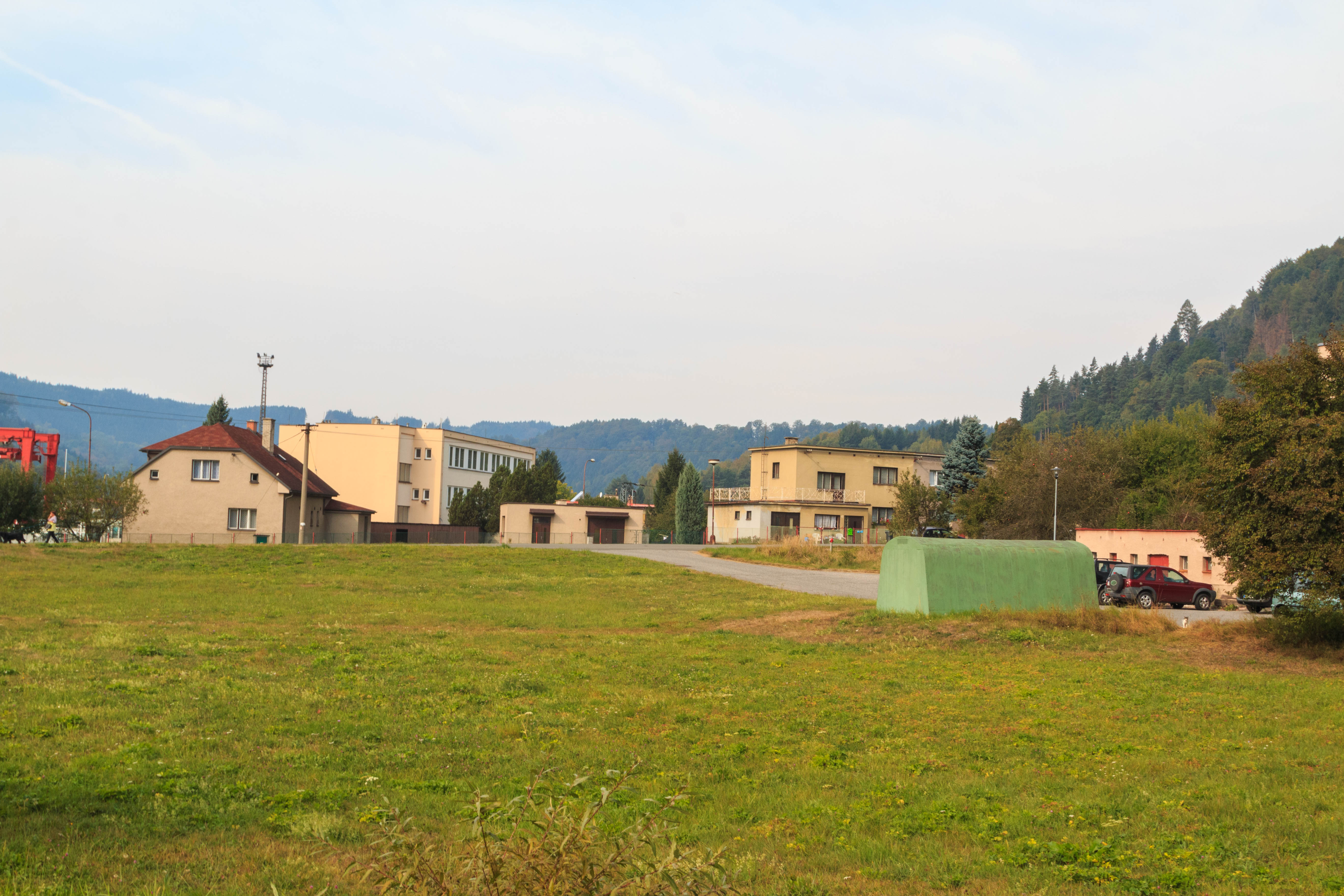
dům čp. 203
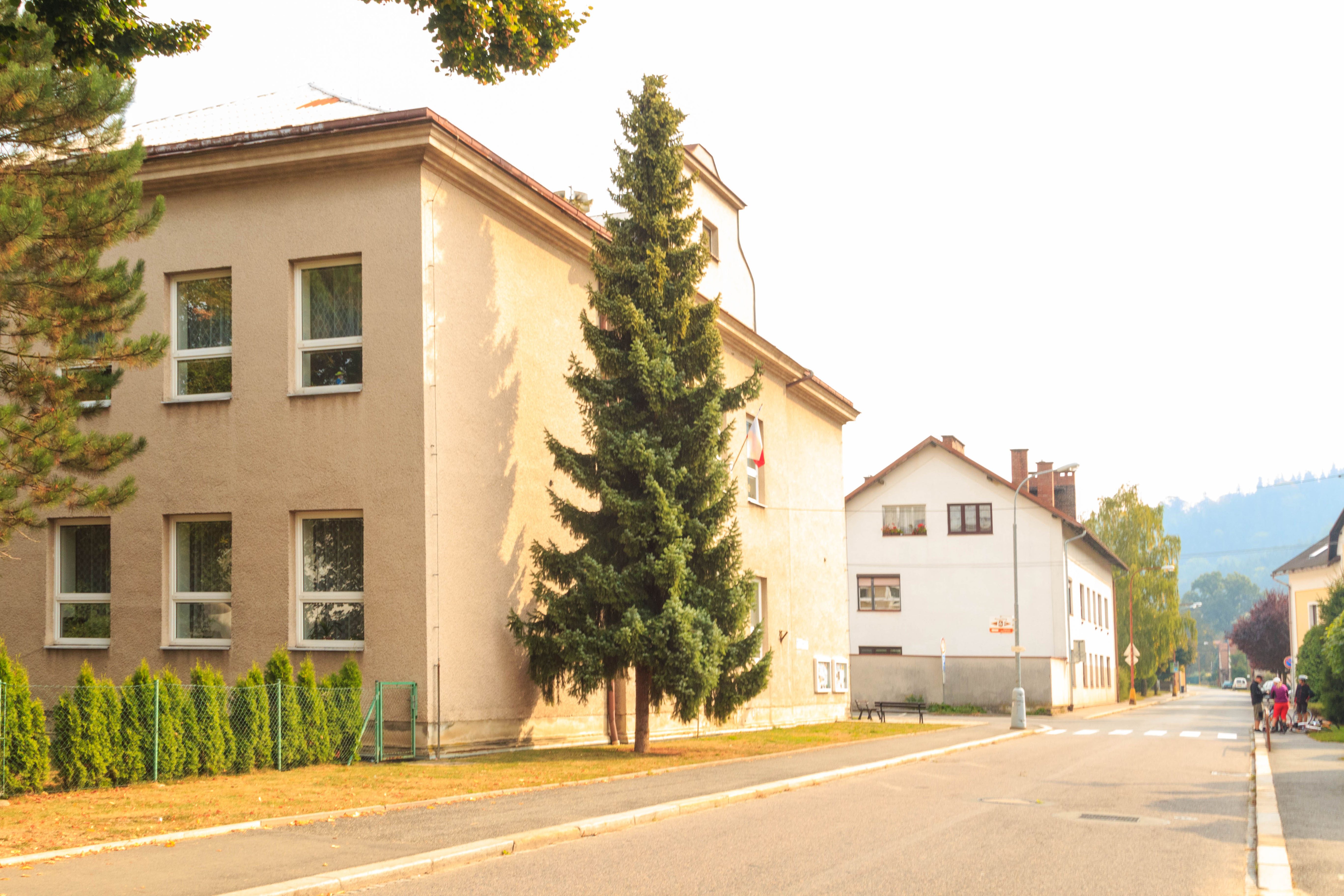
škola
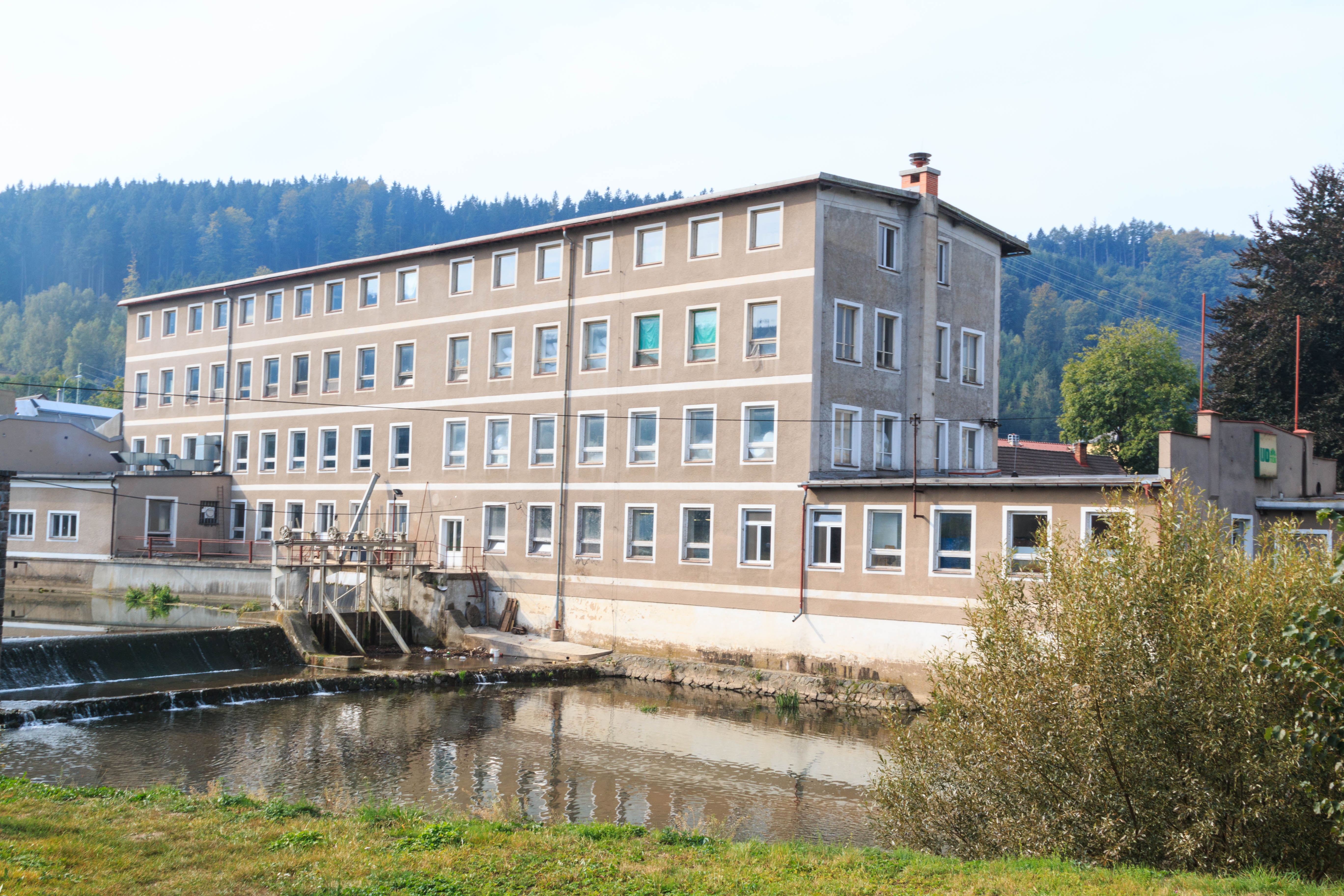
textilní závod